# Asadipus kunderang
Asadipus kunderang is een spinnensoort uit de familie Lamponidae. De soort komt voor in Australië.